# Anne Segond
Pour les personnes ayant le même patronyme, voir Segond.
Anne Segond, née en 1959, est une magistrate française spécialisée dans les affaires criminelles. 
Présidente de chambre à la cour d'appel d'Aix-en-Provence depuis 2016, elle a exercé les fonctions de président de cours d'assises, et notamment présidé le procès de Dominique Cottrez, portant sur une affaire d'octuple néonaticide.

## Affaires
Anne Segond a été chargée de plusieurs affaires criminelles médiatiques, en sa qualité de présidente de cour d'assises :  
- Le procès Cottrez, qui s'est déroulé du 25 juin au 2 juillet 2015 à Douai[3].
- Le procès du prêtre pédophile Philippe Detré[4],[5].
- Le procès de Christian Iacono, ancien maire de Vence et accusé d'actes pédophiles[6].
- Le procès en appel à Nice en 2011 des assassins de William MODOLO .
- Le procès Dalmasso à Nice en 2013[7].
- Le procès de l'un des frères Hornec, figures du grand banditisme[8]